# Кубок Словаччини з футболу 1998—1999
Кубок Словаччини з футболу 1998–1999 — 6-й розіграш кубкового футбольного турніру в Словаччині. Титул втретє здобув Слован (Братислава).

## Календар
| Раунд            | Дата                     | Матчі | Клуби   |
| ---------------- | ------------------------ | ----- | ------- |
| Попередній раунд | 29 липня/12 серпня 1998  | 12    | 38 → 32 |
| 1/16 фіналу      | 8-9 вересня 1998         | 16    | 32 → 16 |
| 1/8 фіналу       | 22-23 вересня 1998       | 8     | 16 → 8  |
| 1/4 фіналу       | 27 жовтня 1998           | 4     | 8 → 4   |
| 1/2 фіналу       | 16 березня/6 квітня 1999 | 4     | 4 → 2   |
| Фінал            | 8 травня 1999            | 1     | 2 → 1   |

## 1/16 фіналу
| Команда 1                        | Рахунок      | Команда 2                |
| -------------------------------- | ------------ | ------------------------ |
| 8 вересня 1998                   |              |                          |
| ДАК 1904 (Дунайська Стреда) (2)  | 1:1 пен. 6:5 | Оцета Дукла Тренчин      |
| П'єштяни (2)                     | 1:5          | Слован (Братислава)      |
| Новаки (2)                       | 0:3          | Спартак (Трнава)         |
| Матадор (Пухов) (2)              | 1:1 пен. 3:4 | Кераметал (Дубниця)      |
| Коба (Сенець) (2)                | 1:2          | Банік (Прєвідза)         |
| Спартак (Миява) (3)              | 0:7          | Інтер (Братислава)       |
| Слован Дусло (Шаля) (2)          | 1:1 пен. 6:7 | Нітра                    |
| Земплін (Михайлівці) (2)         | 1:7          | Татран (Пряшів)          |
| Татран (Ліптовський Мікулаш) (3) | 0:1          | Дукла                    |
| Тесла (Стропков) (2)             | 1:1 пен. 4:5 | Тауріс (Рімавска Собота) |
| Букоцел (Вранов-над-Топльоу) (2) | 2:3          | Гуменне                  |
| Слован (Левіце) (2)              | 0:1          | Жиліна                   |
| Словмаг (Єлшава) (2)             | 2:2 пен. 1:3 | Бардіїв                  |
| Локомотив (Кошице) (2)           | 1:5          | Кошице                   |
| Стіл Транс (Личартовце) (2)      | 1:4          | Ружомберок               |
| 9 вересня 1998                   |              |                          |
| Девін (2)                        | 1:1 пен. 4:3 | Артмедія                 |

## 1/8 фіналу
| Команда 1                | Рахунок      | Команда 2                       |
| ------------------------ | ------------ | ------------------------------- |
| 22 вересня 1998          |              |                                 |
| Кераметал (Дубниця)      | 4:1          | ДАК 1904 (Дунайська Стреда) (2) |
| Жиліна                   | 1:2          | Інтер (Братислава)              |
| Дукла                    | 5:1          | Нітра                           |
| Бардіїв                  | 4:3          | Татран (Пряшів)                 |
| Слован (Братислава)      | 3:0          | Гуменне                         |
| Тауріс (Рімавска Собота) | 2:0          | Кошице                          |
| Девін (2)                | 2:2 пен. 4:5 | Ружомберок                      |
| 9 вересня 1998           |              |                                 |
| Спартак (Трнава)         | 4:0          | Банік (Прєвідза)                |

## 1/4 фіналу
| Команда 1           | Рахунок      | Команда 2                |
| ------------------- | ------------ | ------------------------ |
| 27 жовтня 1998      |              |                          |
| Дукла               | 1:0          | Ружомберок               |
| Бардіїв             | 0:1          | Кераметал (Дубниця)      |
| Слован (Братислава) | 1:0          | Тауріс (Рімавска Собота) |
| Інтер (Братислава)  | 0:0 пен. 3:4 | Спартак (Трнава)         |

## 1/2 фіналу
| Команда 1                | Заг.    | Команда 2        | 1-й матч | 2-й матч |
| ------------------------ | ------- | ---------------- | -------- | -------- |
| 16 березня/6 квітня 1999 |         |                  |          |          |
| Слован (Братислава)      | 3:2     | Спартак (Трнава) | 1:1      | 2:1      |
| Кераметал (Дубниця)      | 4:4 (ч) | Дукла            | 3:2      | 1:2      |

## Фінал
| 8 травня 1999 |

| Слован (Братислава)        | 3:0      | Дукла |
| -------------------------- | -------- | ----- |
| Крісс 38' Месарош 50', 73' | Протокол |       |

| Місцевий стадіон, Ж'яр-над-Гроном Глядачів: 10 048 Арбітр: Любош Міхел |